# Le Torquesne
Le Torquesne település Franciaországban, Calvados megyében. Lakosainak száma 529 fő (2022. január 1.). Le Torquesne Le Breuil-en-Auge, Coquainvilliers, Formentin, Manerbe és Saint-Hymer községekkel határos.

## Népesség
A település népessége az elmúlt években az alábbi módon változott:
| Lakosok száma | 204  | 205  | 245  | 400  | 478  | 502  | 509  | 510  | 541  | 529  |
|               | 1968 | 1982 | 1990 | 2006 | 2013 | 2015 | 2017 | 2019 | 2020 | 2022 |